# ヘンドリック・コルネリスゾーン・フローム
ヘンドリック・コルネリスゾーン・フローム（Hendrick Cornelisz. Vroom、1563年ころ - 1640年2月4日 ）はオランダの画家、版画の下絵画家である。オランダにおいて海戦などを描く「海洋画」の分野の絵画を描いた最初期の画家である。

## 略歴
ハールレムで生まれた。父親のコルネリス・ヘンドリクスゾーン・フローム (Cornelis Hendricksz. Vroom: 1590/1592-1661) は彫刻家、陶器の絵付け師であり、叔父のフレドリック・ヘンドリクスゾーン・フローム (Frederick Hendricksz. Vroom: 1599/1600-1667) は建築家であった。
ヘンドリック・コルネリスゾーン・フロームは、はじめデルフトの母親の親類の工房で陶器の絵付け師の訓練を受けたが、ネーデルランドの画家の伝記を出版したカレル・ファン・マンデル (1548 - 1606) によれば、喧嘩をして工房を去り、1585年にスペインを経由してイタリアに旅したとしている。ローマやフィレンツェに滞在し、高位の聖職者のために陶器の絵付けの仕事をしたとされる。1585年から1587年の間、メディチ家の枢機卿フェルディナンド1世がパトロンになり、風景画家のパウル・ブリル (1553 - 1554) から絵を学んだとされる。航海に興味を持っていたフェルディナンド1世の影響でフロームは海洋画を描くようになった。フロームが描いた最初の海洋画はローマのコロンナ宮殿 (Palazzo Colonna) に残されている。1587年からフランスを旅し、マルセイユから、リヨン、パリ、ルーアンなどを旅し、2年後、ハールレムに戻って結婚した。その後2年ほどダンツィヒで働き、1592年にハールレムに定住した。
ハールレムで海洋画家としての評価を受けて、タペストリーのデザインもした。ハールレムに工房を開きアールト・アントニスゾーン (Aert Anthoniszoon: c.1580 - 1620) やヤン・ポルセリス (c.1582 - 1632) を弟子し、2人の息子も工房で働いた。